# Janusz Gudowski
Janusz Gudowski – profesor nauk ekonomicznych, inżynier, profesor zwyczajny wielu uczelni, w tym Politechniki Warszawskiej, Politechniki Lubelskiej, Politechniki Białostockiej i Wyższej Szkoły Ekologii i Zarządzania w Warszawie, specjalista w zakresie ekonomiki rolnictwa i gospodarka światowej.

## Życiorys
W 1991 na podstawie dorobku naukowego oraz rozprawy pt. Polityka kształtowania dochodów ludności wiejskiej a wzrost produkcji rolnej w krajach rozwijających się uzyskał w Szkole Głównej Gospodarstwa Wiejskiego w Warszawie (Wydział Ekonomiczno-Rolniczy)  stopień doktora habilitowanego nauk ekonomicznych w dyscyplinie ekonomia w specjalności ekonomika rolnictwa. W 2000 prezydent RP Aleksander Kwaśniewski nadał mu tytuł naukowy profesora nauk ekonomicznych.
Został profesorem zwyczajnym wielu uczelni. Wykładał m.in. w:
- Wyższa Szkoła Ekologii i Zarządzania
- Politechnika Lubelska; Wydział Zarządzania; Katedra Ekonomii i Zarządzania Gospodarką
- Uniwersytet Warszawski; Wydział Geografii i Studiów Regionalnych; Instytut Studiów Regionalnych i Globalnych
- Uczelnia Jana Wyżykowskiego; Wydział Zamiejscowy w Lubinie
- Uczelnia Zawodowa Zagłębia Miedziowego w Lubinie
- Akademia Finansów (dawniej Wyższa Szkoła Ubezpieczeń i Bankowości); Instytut Finansów
- Wyższa Szkoła Ekonomiczna w Białymstoku; Katedra Ekonomii
- Akademia im. Jakuba z Paradyża w Gorzowie Wielkopolskim
- Politechnika Białostocka; Wydział Zarządzania; Instytut Zarządzania i Inżynierii Produkcji
- Uniwersytet w Białymstoku; Wydział Ekonomii i Zarządzania; Zakład Zrównoważonego Rozwoju
- Wyższa Szkoła Ekonomii i Innowacji w Lublinie; Wydział Ekonomii i Logistyki
- Politechnika Warszawska; Wydział Administracji i Nauk Społecznych; Zakład Ekonomii[1][2]